# 库尔库罗讷
库尔库罗讷（法語：Courcouronnes，法語發音：[kuʁkuʁɔn] ⓘ）是法国法蘭西島大區埃松省的一个旧市镇，位于该省东北部，属于埃夫里区。2019年，库尔库罗讷与市镇及埃松省省会埃夫里合并为新市镇埃夫里-库尔库罗讷。

## 地理
库尔库罗讷（48°37'5"N, 2°24'25"E）面积4.37 平方千米，位于法国法蘭西島大區埃松省，该省份为法国北部内陆省份，北起上塞纳省和马恩河谷省，西接厄尔-卢瓦省和伊夫林省，南至卢瓦雷省，东临塞纳-马恩省。
与库尔库罗讷接壤的市镇（或旧市镇、城区）包括：里斯-奥朗日斯、利斯、邦杜夫勒、埃夫里。
库尔库罗讷的时区为UTC+01:00、UTC+02:00（夏令时）。

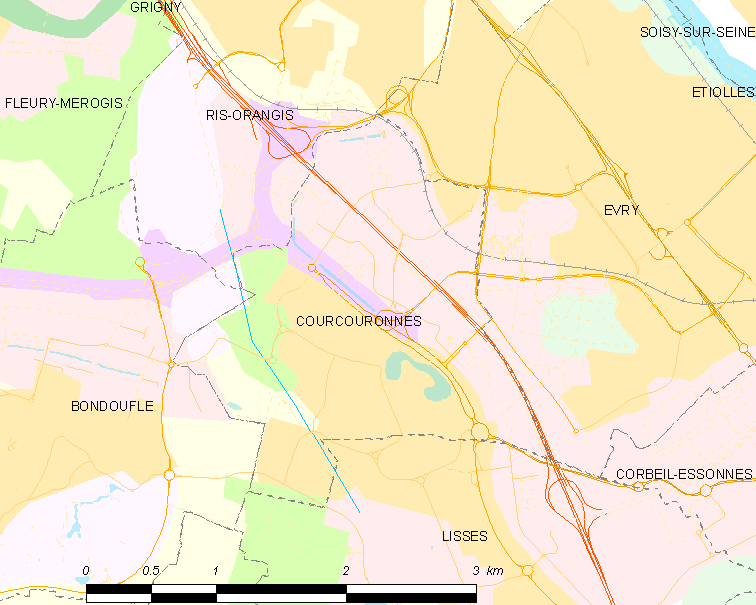
库尔库罗讷的OSM定位图

## 行政
库尔库罗讷的邮政编码为91080，INSEE市镇编码为91182。

## 政治
库尔库罗讷所属的省级选区为埃夫里县。

## 人口

1962-2008年间库尔库罗讷人口变化图示

库尔库罗讷于2018年1月1日时的人口数量为13490人。